# Dürener Jazztage
Die Dürener Jazztage sind eine Veranstaltung in der Stadt Düren in Nordrhein-Westfalen, bei der fünf Tage lang Jazzbands auf verschiedenen Bühnen der Stadt auftreten. Die ersten Dürener Jazztage fanden zwischen 1961 und 1968 statt. Eine Neuauflage begann im Jahr 1991. Seit 1994 ist der künstlerische Leiter des alljährlichen Dürener Festivals Nikolaus Bellgardt vom Dürener Jazzclub.
Lokale Bands und internationale Größen des Jazz und der Weltmusik treten von Mittwoch bis Sonntag auf verschiedenen Bühnen auf. Als Höhepunkte gelten die beiden Hauptkonzerte auf dem Kaiserplatz und die „Kneipentour“ am Samstag, bei der viele Gaststätten in der Stadt kostenlose Livemusik bieten und bis 2009 die Jazzparade. Ein weiteres Highlight ist das große Abschlusskonzert der Dürener Jazztage in der Christuskirche der Evangelischen Gemeinde zu Düren.
Die Jazzparade wurde im Jahr 2004 zum ersten Mal nach einer Idee von Rolf Giebel veranstaltet. Mit der letzten Auflage der Jazzparade im Jahr 2009 ist sie mit knapp 1000 Teilnehmern zur größten Jazzparade ihrer Art in Europa herangewachsen. Etwa 10.000 Zuschauer säumten jedes Jahr den Zugweg der Parade. Jazzbands, Steelbands, Sambatänzerinnen, Dixie- und Country-Bands schlängelten sich in einer Parade durch den Stadtkern.